# Paul Lomuria
Paul Lomuria, né le 26 février 2002 à Jinja, est un coureur cycliste ougandais.

## Biographie
Paul Lomuria commence le cyclisme avec le soutien de 1MoreChild, une association caritative basée à Jinja,. Il s'entraîne aussi au Kénya avec l'Eliud Kipchoge Cycling Academy, une structure soutenue par l'équipe Ineos Grenadiers. En 2021 et 2022, il représente son pays aux championnats d'Afrique. Il participe ensuite aux championnats du monde espoirs en 2023. La même année, il s'impose sur diverses courses kényanes. 
Lors de la saison 2024, il se distingue en devenant champion d'Afrique du contre-la-montre chez les espoirs, devant son compatriote Lawrence Lorot. Il participe également à quelques compétitions néerlandaises au printemps, sous les couleurs de Ride United.   

## Palmarès et résultats

### Palmarès par année
- 2022
  - Aberdare Cottages Madaraka Day
  - 2e de la Jubilee Live Free Race
  - 3e du Sule Kangangi Memorial Eldama Ravine
- 2023
  - Aberdare Cottages Madaraka Day
  - Aberdares Classic
  - Jubilee Live Free Race
  - 3e du Great Rift Valley Challenge
- 2024
  -  Champion d'Afrique du contre-la-montre espoirs
  -  Champion d'Ouganda sur route

### Classements mondiaux
| Année                                 | 2024 |
| ------------------------------------- | ---- |
| Classement mondial                    | 926e |
| UCI Africa Tour                       | 59e  |
|                                       |      |
| Légende : nc = non classéSource : UCI |      |